# علی‌آباد (ساری)
علی‌آباد، روستایی است از توابع بخش دودانگه شهرستان ساری در استان مازندران ایران.

## جمعیت
این روستا در دهستان فریم قرار داشته و براساس آخرین سرشماری مرکز آمار ایران که در سال ۱۳۸۵ صورت گرفته، جمعیت آن ۱۶۲نفر (۴۹خانوار) بوده‌است.
(قسمت‌هایی از سریال پایتخت در این روستا فیلم‌برداری شده است)